# Duraznal, Veracruz
Duraznal är en ort i Mexiko.   Den ligger i kommunen Tlacolulan och delstaten Veracruz, i den sydöstra delen av landet, 220 km öster om huvudstaden Mexico City. Duraznal ligger 1 705 meter över havet och antalet invånare är 512.
Terrängen runt Duraznal är lite bergig. Runt Duraznal är det ganska tätbefolkat, med 172 invånare per kvadratkilometer. Närmaste större samhälle är Xalapa, 16,2 km sydost om Duraznal. I omgivningarna runt Duraznal växer huvudsakligen savannskog.